# Maurits Uyldert
Maurits Uyldert, né à Amsterdam (Pays-Bas) le 16 février 1881 et mort dans cette ville le 29 septembre 1966, est un critique littéraire, essayiste, journaliste et poète néerlandais. Il a également publié sous le nom de plume L.T. Durey.

## Biographie
Après avoir suivi des études commerciales, Maurits Uyldert est d'abord commerçant mais s'oriente à partir de 1906 vers la littérature et publie cette même année son recueil de poésie Naar het leven. Uyldert suit l'enseignement d'Albert Verwey, et, avec Alex Gutteling (nl), est considéré comme son plus fidèle disciple. Il écrit de nombreux essais pour la revue De Beweging (nl), fondée par Verwey.
À partir de 1911, il commence sa carrière journalistique au Provinciale Overĳsselsche en Zwolsche courant et au De Courant/Nieuws van de Dag (nl). Entre 1923 et sa retraite, en 1946, Uyldert est chroniqueur pour les rubriques littéraires et théâtrales de l'Algemeen Handelsblad.
Maurice Uyldert meurt à l'âge de 85 ans et est enterré à Zorgvlied (province de Drenthe).

## Œuvre
- Naar het leven (1906)
- Albert Verwey (1908)
- De tuinen van liefde en dood (1913)
- Het lied van de zeven hemelen (1923)
- De glazen bol (1926)
- De gletscher (1934)
- Over de poëzie van Albert Verwey (1942)
- Voorspel van vrede. Een allegorie (1945)
- Verijdelde vlucht (1946)
- De reis van Tobias (roman, 1947)
- Het park der poëzie (1947)
- Moederschap en vrouwenheerschappij (1947)
- De jeugd van een dichter (1948)
- Het Wilhelmus, ons volkslied en zijn dichterlijke beteekenis (1948)
- Dichterlijke Strijdbaarheid (1955)
- Naar de voltooiing (1959)

## Récompenses et distinctions
En 1952, le prix de la fondation Kunstenaarsverzet 1942-1945 (nl) lui est attribué pour récompenser ses diverses biographies.